# Благодійна організація (Україна)
Благоді́йна організа́ція  — юридична особа приватного права, установчі документи якої визначають благодійну діяльність в одній чи кількох сферах, визначених Законом України «Про благодійництво та благодійні організації».
Благодійна організація розробляє власну благодійну програму, яка є комплексом благодійних заходів, спрямованих на вирішення завдань, що відповідають статутним цілям організації.

## Види благодійних організацій
- Благодійне товариство — благодійна організація, яка створена не менше ніж двома засновниками та діє на підставі статуту;
- Благодійна установа — благодійна організація, установчий акт якої визначає активи, які один або кілька засновників передають для досягнення цілей благодійної діяльності за рахунок таких активів та/або доходів від таких активів.
- Благодійний фонд — благодійна організація, яка діє на підставі статуту[1], має учасників та управляється учасниками, які не зобов'язані передавати цій організації будь-які активи для досягнення цілей благодійної діяльності.

## Державна реєстрація
Благодійні організації набувають прав та обов'язків юридичної особи з моменту їх державної реєстрації, що передбачає включення відповідного запису до Єдиного державного реєстру юридичних осіб, фізичних осіб-підприємців та громадських формувань.
Засновниками благодійних організацій можуть бути дієздатні фізичні та юридичні особи, крім органів державної влади, органів місцевого самоврядування, інших юридичних осіб публічного права. Засновники благодійних організацій або уповноважені ними особи приймають рішення про створення благодійних організацій, затверджують їх установчі документи та склад органів управління і приймають інші рішення, пов'язані з утворенням і державною реєстрацією благодійних організацій.
Благодійні товариства та благодійні фонди можуть мати, крім засновників, інших учасників, що вступили в їх склад в порядку, встановленому статутами таких благодійних товариств або благодійних фондів.
На даний час державна реєстрація благодійної організації здійснюють у загальному порядку реєстрації юридичних осіб державні реєстратори за місцезнаходженням благодійних організацій відповідно до Закону України «Про державну реєстрацію юридичних осіб та фізичних осіб — підприємців» [Архівовано 3 вересня 2020 у Wayback Machine.].

## Оподаткування
Благодійна організація, яка відповідає вимогам податкового законодавства, не є платником податку на прибуток та включається до реєстру неприбуткових установ та організацій з ознакою неприбутковості (0036).
Для отримання статусу неприбуткової організації, установчі документи благодійної організації мають:
- містити заборону розподілу отриманих доходів (прибутків) або їх частини серед засновників (учасників), членів такої організації, працівників (крім оплати їхньої праці, нарахування єдиного соціального внеску), членів органів управління та інших пов'язаних з ними осіб;
- передбачати передачу активів одній або кільком неприбутковим організаціям відповідного виду або зарахування до доходу бюджету у разі припинення юридичної особи (у результаті її ліквідації, злиття, поділу, приєднання або перетворення).
- організація може брати не більше 20 % відсотків від надходжень фонду на свої потреби (зарплати, оренда т.д.)

## Здійснення підприємницької діяльності
Через нечіткість законодавства України, а подекуди й невірне трактування законів та пунктів податкового кодексу, існує міф, що благодійні організації не можуть здійснювати підприємницьку діяльність, оскільки мають ознаку неприбутковості 0036. Та насправді благодійні організації можуть здійснювати підприємницьку діяльність, що не заборонена Законом України «Про підприємництво»[джерело?].
Як передбачено частиною 1 статті 11 Закону України «Про благодійну діяльність та благодійні організації», метою благодійних організацій не може бути одержання і розподіл прибутку серед засновників, членів органів управління, інших пов'язаних з ними осіб, а також серед працівників таких організацій. Проте відповідно до частини 4 статті 16 цього ж закону благодійні організації мають право здійснювати господарську діяльність без мети одержання прибутку, що сприяє досягненню їхніх статутних цілей. Отже, благодійний фонд може займатися підприємницькою діяльністю для виконання своїх статутних завдань за умови, що прибуток від такої діяльності не розподіляється між засновниками або її учасниками.
Що стосується окремих видів господарської діяльності, то законодавство України не обмежує благодійні організації у цьому виборі у разі дотримання вимоги щодо виконання статутних цілей та відсутності розподілу прибутку серед засновників/учасників. На благодійні організації, як і на всі інші товариства, поширюється заборона про здійснення господарської діяльності, що заборонена законами України[джерело?].

## Найбільші благодійні фонди світу та України
Залежно від використовуваної методології списки найбільших благодійних організацій можуть відрізнятися. Так, головним критерієм для журналу Forbes є сума зібраних за рік коштів, в той час, як Американський інститут філантропії бере до уваги ефективність (не менше 75 % зібраних коштів мають витрачатися на програми і не більше 25 доларів має бути витрачено на збір 100 доларів) і фінансову відкритість. Через різноманітність визначення величини, можуть відрізнятися й позиції в рейтингах.
П'ятірка найбільших благодійних організацій, розташованих в США, за даними журналу Forbes включала в 2013 році фонд The United Way (3,9 млрд доларів пожертвувань), Армію порятунку (1,9 млрд доларів), The Task Force for Global Health (1,7 млрд доларів), Feeding America (1,5 млрд доларів) і Асоціацію католицьких благодійних товариств США (1,4 млрд доларів). Сайт Funds for NGOs серед провідних називає Фонд Білла і Мелінди Гейтс (загальна вартість понад 34,5 млрд доларів), Фонд Сороса, Фонд Форда, Фонд Вільяма і флори Хьюлетт (сумарна вартість понад 7 млрд доларів) і британський Children's Investment Fund Foundation. Серед найбільших благодійних фондів числяться також британський Wellcome Trust (бюджет понад 23 млрд доларів), американські Lilly Endowment (понад 10 млрд доларів) і Robert Wood Johnson Foundation (більше 9 млрд доларів).
Найбільшими (станом на початок 2017 року) по витрачених коштах були Всеукраїнська мережа людей, що живуть з ВІЛ/СНІД -827,8 млн грн; Міжнародний благодійний фонд «Карітас України» — 315,3 млн грн; Фонд «Східна Європа» — 127,9 млн грн.

## Благодійність в Україні
Кількість благодійних організацій зросла аж на 74 % від початку повномасштабного вторгнення. Водночас загальна кількість неприбуткових організацій, до яких входять і благодійні, майже не змінилась.
20 671 благодійних організацій нараховується в Україні станом на початок грудня 2023. Їх кількість зросла на 74 % від початку повномасштабної війни.
Водночас загальна кількість неприбуткових організацій майже не змінилась — додалось 1,6 тисяч установ. Це менше за 1 % від загальної кількості організацій. Загалом наразі нараховується 208 385 неприбуткових організацій в Україні.
У 2023 році всі благодійні організації України залучили загалом від 105 до 115 млрд грн, що становить близько 1,7 % ВВП.